# Jeffrey Mathebula
Jeffrey Mathebula (ur. 22 czerwca 1979 w Malamulele) – południowoafrykański bokser, były zawodowy mistrz świata wagi junior piórkowej (do 122 funtów) organizacji IBF.

## Kariera amatorska
W roku 2000 reprezentował Republikę Południowej Afryki na Igrzyskach Olimpijskich w Sydney. W pierwszym pojedynku pokonał Noureddine Medjehouda z Algierii, a następnie przegrał z późniejszym złotym medalistą Kazachem Bekzatem Sattarchanowem.

## Kariera zawodowa
Karierę zawodową rozpoczął 17 lutego 2001. Do lutego 2008 stoczył 24 walki, z których wygrał 21, 1 przegrał i 2 zremisował. W tym czasie zdobył tytuły IBO Inter-Continental w wadze junior piórkowej, a następnie WBC International w piórkowej, który bronił trzykrotnie.
W sierpniu 2008 zwyciężył w walce eliminacyjnej do tytułu IBF w wadze junior piórkowej Meksykanina Julio Zarate. Umożliwiło mu to 30 kwietnia 2009 stoczyć pojedynek o tytuł mistrzowski IBF z Celestino Caballero. W stawce był również tytuł WBA Super. Po wyrównanym pojedynku przegrał niejednogłośną decyzją sędziów.
W kolejnych latach ponownie próbował zdobyć tytuł federacji IBF. We wrześniu 2009 przegrał walkę eliminacyjną z rodakiem Takalani Ndlovu, ale w następnej, w czerwcu 2011, zwyciężył kolejnego rodaka Oscara Chauke. 24 marca 2012 w Brakpan (Republika Południowej Afryki) stanął do rewanżowej walki z Takalani Ndlovu, który w międzyczasie został mistrzem świata. Po wyrównanym pojedynku wygrał niejednogłośnie na punkty i został nowym mistrzem świata federacji IBF w wadze junior piórkowej. Już w pierwszej obronie tytułu zmierzył się w walce unifikacyjnej z Filipińczykiem Nonito Donaire, posiadaczem pasa WBO. 7 lipca w Carson przegrał jednogłośnie na punkty i utracił tytuł IBF.